# ليلة في العرض (فلم 1915)
ليلة في العرض (بالإنجليزية: A Night in the Show)، يعرف أيضا بأسم (تشارلي في قاعة الموسيقى)، وهو فيلم كوميدي أمريكي صامت من عام 1915 تأليف وإخراج وبطولة تشارلي تشابلن، تم إنتاجه في استوديوهات إساناي.

## طاقم التمثيل
- تشارلي تشابلن - السيد بيست والسيد رودوي
- إدنا بيرفيانس - سيدة في الأكشاك مع الخرز
- شارلوت مينيو - سيدة في الأكشاك
- دي لامبتون - فتى سمين
- ليو وايت - الفرنسي/الأسمر في الشرفة
- ويسلي روغلز - الرجل الثاني في الشرفة الصف الأمامي
- جون راند - موصل الأوركسترا
- جيمس كيلي - عازف الترومبون والمغني
- بادي ماغواير - نافض الغبار بالريشة/ عازف كلارينيت
- ماي وايت - السيدة السمينة وملاعبة الأفاعي
- فيليس ألين - سيدة في الجمهور
- فريد غودوينس - جنتلمان في الجمهور
- تشارلز إنزلي - عازف البوق

## وصلات خارجية
- A Night in the Show على يوتيوب
- مقالات تستعمل روابط فنية بلا صلة مع ويكي بيانات
- ليلة في العرض متوفر للتحميل المجاني على أرشيف الإنترنت